# MTV Live (rete televisiva)
MTV Live è stato un canale televisivo in alta definizione a pagamento che trasmette programmi di MTV e Nickelodeon.

## Storia
È stato lanciato il 15 settembre 2008 con il nome di MTVNHD in diversi paesi d'Europa e in alcune parti dell'America Latina alla fine del 2008. Ha assunto poi la denominazione attuale il 1º luglio 2011, tranne nel Regno Unito e in Irlanda, dove il cambio di nome è avvenuto il 23 aprile 2012 insieme al lancio di una versione in definizione standard di MTV Live. Il canale attualmente è disponibile solo in alcuni paesi europei e latinoamericani, ma sarà lanciato anche in altri paesi in futuro.
In Australia il canale trasmise dal 1º novembre 2010 come MTVN Live e in seguito ha preso il nome di MTV Live, fino alla cessazione delle trasmissioni il 3 novembre 2013. In Italia è stato disponibile su Sky dal 1º febbraio 2012 al 1º ottobre 2014.
Può essere paragonato alla versione internazionale di Palladia, altro canale televisivo in alta definizione, posseduto di ViacomCBS, che trasmettette contenuti in alta definizione.

## Disponibilità
| Continente       | Paese |
| ---------------- | --- |
| Europa           | Albania, Austria, Belgio, Bulgaria, Croazia, Rep. Ceca, Estonia, Danimarca, Finlandia, Francia, Germania, Irlanda, Israele, Lettonia, Lituania, Norvegia, Paesi Bassi, Polonia, Regno Unito, Russia, Slovenia, Spagna, Svezia, Svizzera, Turchia |
| America Latina   | Argentina, Brasile, Colombia, Ecuador, Perù, Messico, Uruguay, Venezuela |
| Sud-est asiatico | Malaysia, Singapore |

## Programmi

### News e intrattenimento
- Celebrity Bites
- MTV At The Movies
- HD Extreme

### Musica
- Music Alphabet
- MTV 360 Live Sessions
- MTV World Stage
- Chartblast
- UnCompressed
- HD Essentials
- MTV Top 20
- MTV Unplugged
- VH1 Storytellers

## Presentatori

### Presente
- Alice Levine (MTV International)
- Daniel Rosenberg
- Natasha Gilbert

### Passato
- Carmen Electra
- Samantha Rowley

## Eventi
- MTV Europe Music Awards
- MTV Movie Awards
- MTV Video Music Awards

## Loghi

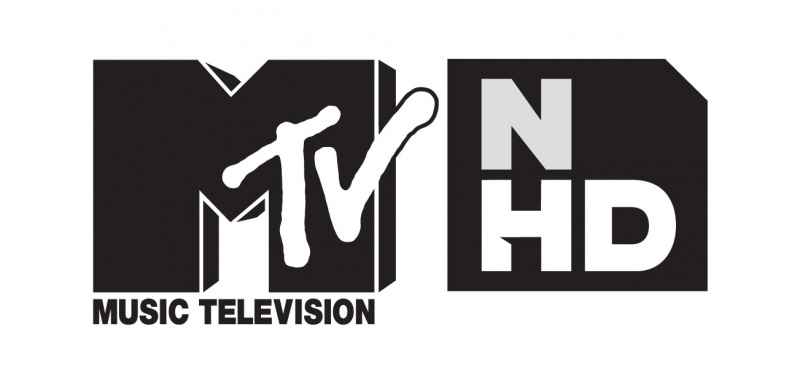
2010 - 1º luglio 2011
1º luglio 2011 - 1º ottobre 2013
1º ottobre 2013 - 5 aprile 2017
5 aprile 2017 - 14 settembre 2021
In uso dal 14 settembre 2021